# 죽지사
《죽지사》(竹枝詞)는 십이가사의 하나이다. 일명 《건곤가》(乾坤歌)라고도 불린다. 6/4박자 도드리장단으로, 가락은 계면조로 되었다. 6장단의 본마루와 10장단의 후렴을 단위로 네 마루의 장절형식으로 되었는데, 마루마다 사설은 서로 내용이 다르다. 이 가사를 '죽지사'라 함은 이재(李縡)의 대이태백혼 송죽지사(代李太白魂 誦竹枝詞)라는 과시(科試)의 셋째 구절을 첫마루에 얹어 부르는 데서 나온 것이다.